# 大野博人
大野 博人（おおの ひろひと、1955年 - ）は、日本のジャーナリスト。朝日新聞社ヨーロッパ総局長、論説委員、役員待遇論説主幹、NHK中央放送番組審議会委員等を歴任した。社会学修士。

## 人物・経歴
兵庫県神戸市出身。1973年岐阜県立岐阜高等学校卒業、1977年一橋大学法学部卒業。1981年一橋大学大学院社会学研究科修士課程修了、社会学修士。指導教官は鈴木秀勇で、修士論文は「パスカルにおける自然学の方法―真空論争をめぐって」。
1981年朝日新聞社入社、佐賀支局員。1984年久留米支局員。1991年ジャカルタ支局長。1996年パリ支局員。1999年外報部次長。2000年パリ支局長。朝日新聞東京本社論説委員を経て、2004年東京本社外報部長。2007年ヨーロッパ総局長。論説副主幹を経て、2010年オピニオン編集長。東京本社編集委員を経て、2012年役員待遇論説主幹。日本放送協会中央放送番組審議会委員兼務を経て、2016年報道局編集委員。のち、日仏会館理事。
大学院ではフランスの哲学者ブレーズ・パスカルを研究。朝日新聞では国際報道畑を長く歩み、パリ支局員やパリ支局長としてフランスに計7年間滞在。妻及び2人の子供とともにフランス語が堪能で、フランス文学にも詳しい。フランスの著名人へのインタビューなどを多数行い、2017年にはフランスの知名度と好感度の向上に貢献したとしてフランス共和国国家功労勲章シュヴァリエを受章した。

## 著書
- 『脱・同盟時代―総理官邸でイラクの自衛隊を統括した男の自省と対話』（共著）かもがわ出版 2011年
- 『世界の未来 ギャンブル化する民主主義、帝国化する資本主義』（共編）朝日新書 2018年